# جی. مایکل هاکوپیان
جی. مایکل هاکوپیان (ارمنی: Մայքլ Հակոբ Հակոբյան; انگلیسی: Jakob Michael Hagopian؛ ۲۰ اکتبر ۱۹۱۳ – درگذشته ۱۰ دسامبر ۲۰۱۰) کارگردان فیلم ارمنی‌تبار اهل ایالات متحده آمریکا بود. او برای فیلم نسل‌کشی فراموش‌شده نامزد دو جایزهٔ امی شد.
هاکوپیان از دانشگاه کالیفرنیا، برکلی و دانشگاه هاروارد فارغ‌التحصیل شده بود.

## فیلمشناسی
- نسل‌کشی فراموش‌شده The Forgotten Genocide

## جوایز و افتخارات
- جایزه یک عمر دستاورد آرپا
- جایزه بشردوستانه آرمین وگنر (۲۰۰۶)